# فوتبال ۸ نفره

نمایی از یک مسابقه فوتبال ۸ نفره - ۲۰۱۵

فوتبال ۸ نفره (به انگلیسی: Eight-man football) زیرشاخه‌ای از دسته ورزش‌های فوتبال آمریکایی است. پیدایش این ورزش به ایالات متحده ی آمریکا باز می‌گردد. این ورزش بیشتر توسط جوانان و نوجوانان بازی می‌شود. همچنین طول و عرض زمین بازی نسبت به فوتبال آمریکایی کوچک‌تر است.